# Tallahassee
Tallahassee – (IPA: [tæləˈhæsi]) miasto w Stanach Zjednoczonych, stolica stanu Floryda oraz hrabstwa Leon, położone mniej więcej w połowie drogi między Pensacola (zachód) i Jacksonville (wschód). W 2020 r. liczba mieszkańców wynosiła 196,2 tys., co czyniło je ósmym co do wielkości miastem w stanie Floryda i 126. w Stanach Zjednoczonych. W mieście rozwinął się przemysł drzewny oraz spożywczy.

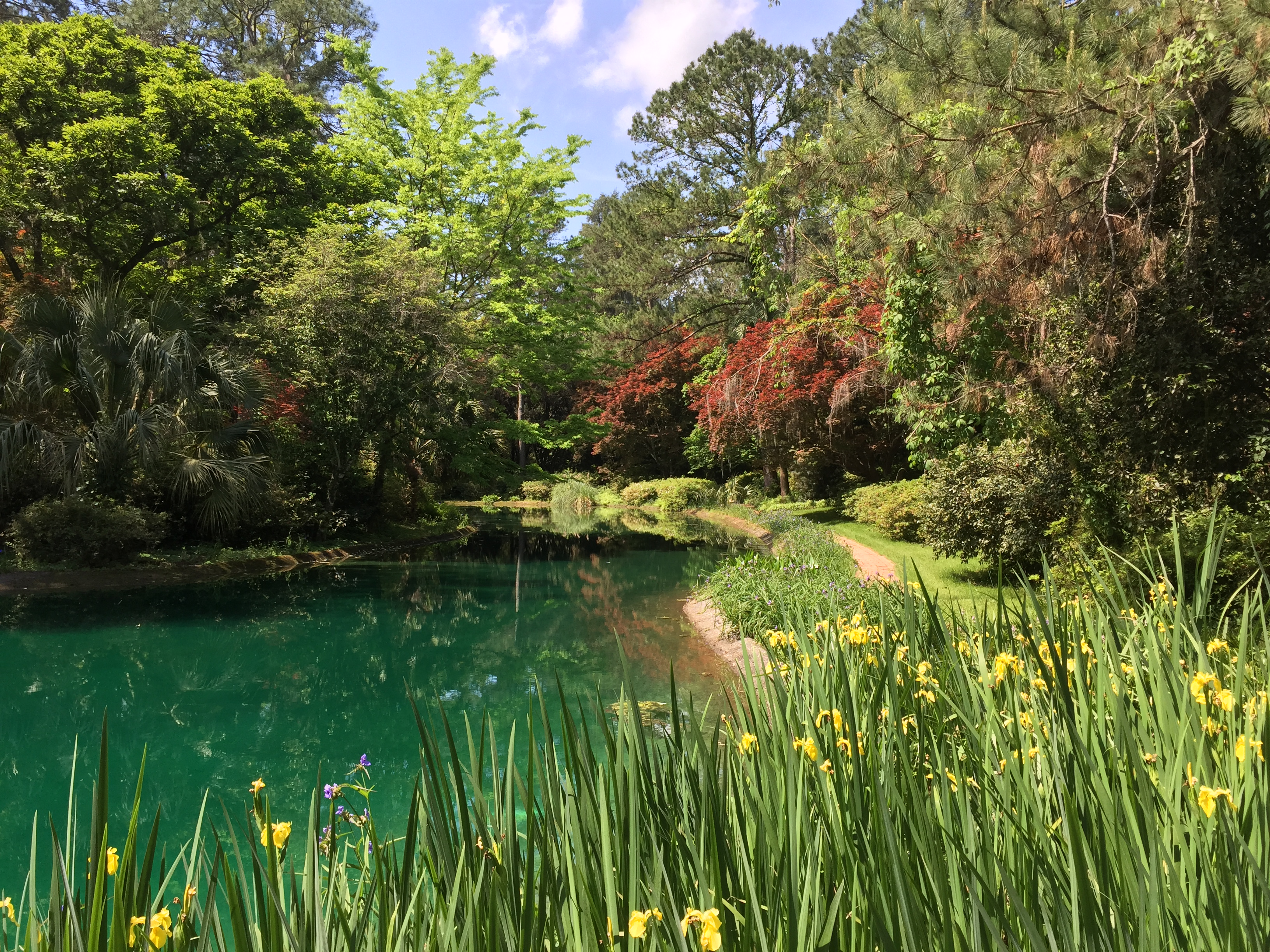
Staw w parku stanowym Maclay Gardens.

Tallahassee słynie ze swojej mocno rozbudowanej społeczności uniwersyteckiej, w skład której wchodzą Uniwersytet Stanu Floryda, Florida A&M University, Tallahassee Community College i kilka mniejszych szkół. Miasto jest również znane ze swoich parków i ogrodów, a park w Tallahassee, w 2006 roku otrzymał złoty medal narodowy od National Recreation and Park Association.

## Historia
W 1821 roku, kiedy Floryda stała się terytorium amerykańskim, miała dwie stolice, St. Augustine i Pensacola. Jako centralne położenie pomiędzy nimi, Tallahassee (od słowa Indian Krików oznaczające „stare miasto”) stało się stolicą w 1824 roku.
W 2016 roku w Tallahassee uderzył Huragan Hermine, a dwa lata później Huragan Michael.

## Demografia
Według danych z 2019 roku 52,8% mieszkańców stanowiła ludność biała (48% nie licząc Latynosów), 38,8% to ludność czarna lub Afroamerykanie, 4,8% to Azjaci, 2,5% miało rasę mieszaną, 0,15% to rdzenna ludność Ameryki i 0,04% to Hawajczycy i osoby pochodzące z innych wysp Pacyfiku. Latynosi stanowili 6,5% ludności miasta.
Poza osobami pochodzenia afroamerykańskiego, do największych grup należą osoby pochodzenia niemieckiego (7,7%),  irlandzkiego (7,5%), angielskiego (6,7%), włoskiego (3,4%) i „amerykańskiego” (3,2%).

## Religia

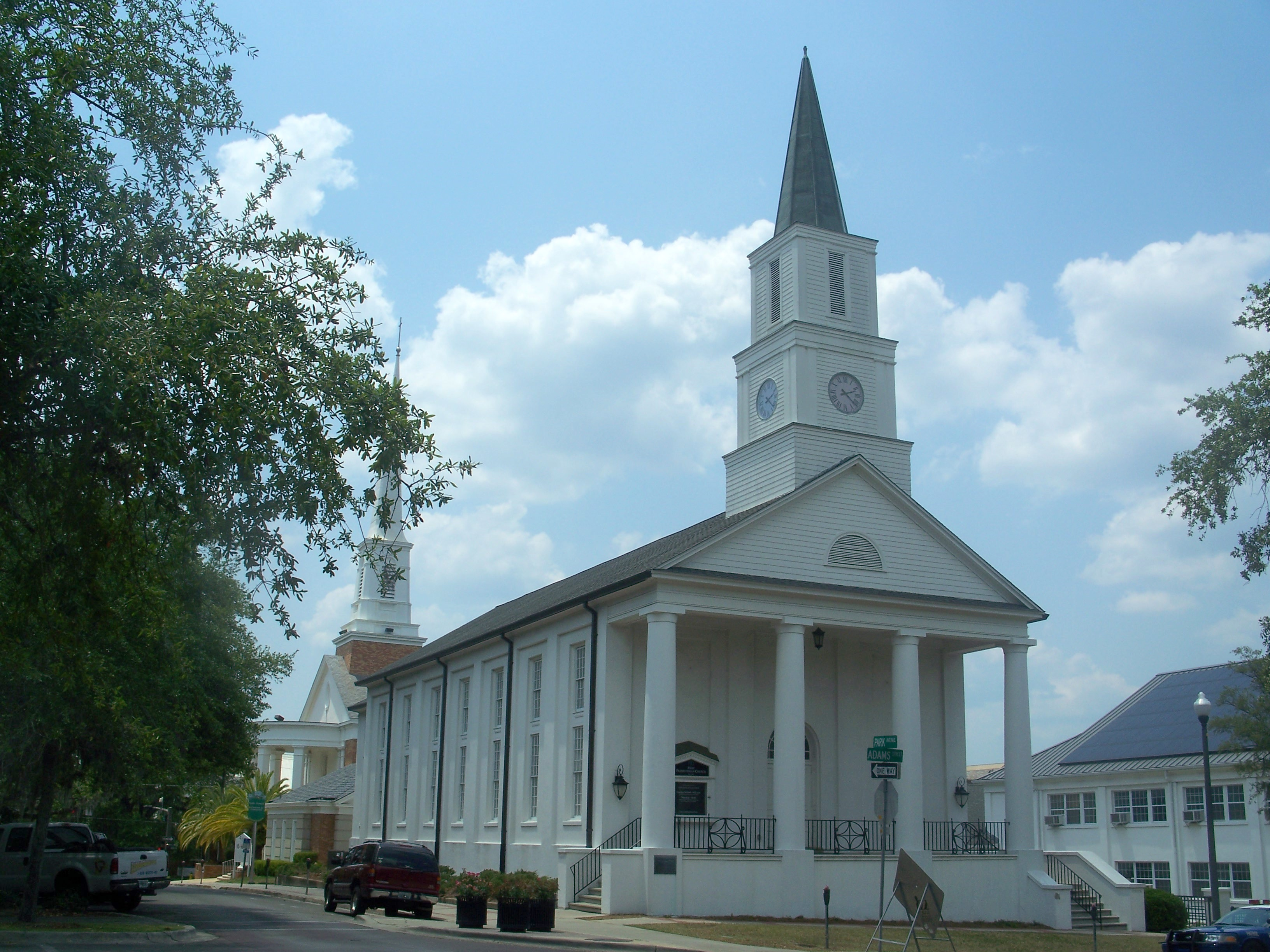
Pierwszy Kościół Prezbiteriański, jest jednym z najstarszych budynków na Florydzie.

W 2020 roku największymi grupami religijnymi w aglomeracji były:
- lokalne bezdenominacyjne zbory ewangelikalne – 49,9 tys. członków w 98 zborach,
- Południowa Konwencja Baptystów – 31,5 tys. członków w 80 zborach,
- Kościół katolicki – 22,7 tys. członków w 9 parafiach,
- inne Kościoły baptystyczne – ponad 18 tys. członków w 77 zborach,
- Afrykański Kościół Metodystyczno-Episkopalny – 15,5 tys. członków w 61 kościołach,
- Zjednoczony Kościół Metodystyczny – 13,8 tys. członków w 34 kościołach.

## Burmistrzowie
| #   | Imię i nazwisko           | Zdjęcie | Rozpoczęcie sprawowania funkcji | Zakończenie sprawowania funkcji |
| --- | ------------------------- | ------- | ------------------------------- | ------------------------------- |
| 122 | Scott Maddox (ur. 1968)   |         | 2 marca 1995                    | 1 marca 1996                    |
| 123 | Ron Weaver                |         | 1 marca 1996                    | 28 lutego 1997                  |
| 124 | Scott Maddox (ur. 1968)   |         | 28 lutego 1997                  | 28 lutego 2003                  |
| 125 | John Marks (ur. 1947)     |         | 28 lutego 2003                  | 21 listopada 2014               |
| 126 | Andrew Gillum (ur. 1979)  |         | 21 listopada 2014               | 19 listopada 2018               |
| 127 | John E. Dailey (ur. 1972) |         | 19 listopada 2018               | nadal                           |

## Komunikacja
Transport zbiorowy zapewnia publiczny zarząd komunikacji miejskiej StarMetro. W pobliżu miasta znajduje się port lotniczy Tallahassee.

## Urodzeni w Tallahassee
- T-Pain (ur. 30 września 1985) – amerykański piosenkarz i producent muzyczny[13]
- Brad Davis (1949–1991) – aktor
- Bobby Thigpen (ur. 17 lipca 1963) – baseballista

## Miasta partnerskie
Rosja: Krasnodar
 Ghana: Konongo-Odumase
 Sint Maarten
 Irlandia: Sligo
 Izrael: Ramat ha-Szaron
 Filipiny: Zamboanga